# Андреева, Виктория Алексеевна
Викто́рия Алексе́евна Андре́ева (Ро́внер) (21 января 1942 года, Омск — 11 февраля 2002 года, Москва) — русская поэтесса и писательница, переводчица, литературовед.

## Биография
Виктория родилась 21 января 1942 года в Омске, выросла в Москве. После выпуска из средней школы она поступила на Филологический факультет Московского государственного университета, окончила его в 1965 году. Позже получила степень магистра в магистратуре Колумбийского университета в Нью-Йорке на кафедре сравнительной литературы.
Андреева начала писать стихи в 1960-х годах. В 1969 году она вышла замуж за писателя и поэта Аркадия Борисовича Ровнера. В то же время примкнула к неофициальному направлению в литературе, к которому относились поэты Леонид Аронзон, Илья Бокштейн, Станислав Красовицкий, Леонид Иоффе, Дмитрий Авалиани, Валентин Никитин и Анри Волохонский, художник Борис Козлов, писатели Юрий Мамлеев, Николай Боков и Венедикт Ерофеев, а также писатель и художник Владимир Ковенацкий. 
В 1974 году Ровнер эмигрировала в Нью-Йорк, США, где совместно со своим мужем Аркадием создала издательство «Гнозис пресс», выпускавшее двуязычный религиозно-философский литературный журнал «Гнозис» (№ 1-12, 1978—2006 гг.), детский двуязычный журнал «И то и сё» (Нью-Йорк, 1978—1980), а также книги стихов и прозы русских и американских авторов. В этот период Виктория изучала культуру русской эмиграции, в частности деятельность русских писателей и поэтов в Париже 30-х годов. Она писала литературоведческие статьи о европейской и американской литературе и искусстве, публиковавшиеся в журнале «Гнозис». Ровнер дружила с такими авторами как Василий Яновский, Юджин Даниел Ричи, Розана Вассерман, Стивен Сартарелли, Даниел Габриэл, Кетлин Рейн, Ричард Маккейн, Джеффри Годберт и Елизавета Ричи. Также она переводила на русский язык стихи некоторых своих друзей и таких поэтов как Райнер Мария Рильке и Георг Тракль (с немецкого), Эдгар Аллан По, Эзра Паунд, Роберт Грейвc, Эмили Дикинсон, Кристина Россетти и Уильям Батлер Йейтс (с английского).
В 1980–1983 годах Виктория совместно с Аркадием Ровнером и двумя нью-йоркскими поэтами, Юджином Даниелем Ричи и Стивеном Сартарелли, издавала «Антологию Гнозиса современной русской и американской литературы и искусства» в двух томах на двух языках. Она вела курсы по русской литературе и современным направлениям в литературе и искусстве в New School for Social Research в Нью-Йорке. В 1987 году издательство «Гнозис пресс» выпустила написанный Андреевой сборник стихов «Сон тверди». Спустя два года, в 1989, книга была переиздана под названием «The Dream of the Firmament» с параллельными переводами на английский, сделанными лондонским поэтом и переводчиком, Ричардом Маккейном. В то же время был написан её «Телефонный роман» с экспериментальной формой, состоящий в основном из телефонных разговоров одинокой русской писательницы, эмигрантки в Нью-Йорке. «Телефонный роман» был впоследствии выпущен в 1997 году в Вильнюсе издательством Gera Diena. В нём описан своеобразный характер и трагическая судьба главной героини в сочетании с мужеством и героизмом при столкновении с превратными жизненными обстоятельствами. В 1989 году Виктория в соавторстве с Аркадием Ровнером написала пьесу «П. Я. Чаадаев», опубликованную в том же году издательством «Гнозис пресс» совместно с «Alternate Currents». В пьесе, написанной в модернистской манере, с точки зрения идей Чаадаева представляется критика современного мира.
Начиная с 1989 года, стихи Андреевой выпускались в российских изданиях, с 1994 года и до самой смерти она жила в Москве. Также Виктория была одним из редакторов и составителей «Энциклопедии символов, знаков и эмблем» (Москва, издательство «Локид-Миф», 1997 год, второе издание в 1998), серии раннехристианской литературы «Учители неразделенной церкви» (издательство «Екклессия пресс»), а также несколько серий стихов, звучащих на компактных дисках, под названием «Антология современной русской поэзии» (проект Александра Бабушкина). В рамках последней серии был выпущен диск стихов Андреевой «Сон тверди» (2001 г.), а также диски Константина Вагинова (2000 г.) и Леонида Аронзона (2003 г.) в её чтении. Виктория принимала активное участие в создании духовного направления «Школы состояний» и «Института культуры состояний», который бы основан Аркадием Ровнером и исходил из традиции работы с состоянием, базировался на развитии вертикальной памяти и осознанного присутствия в условиях повседневной жизни, сочетая элементы разнообразных традиций. Скончалась 11 февраля 2002 года, похоронена на Николо-Архангельском кладбище.
После смерти Андреевой в 2002 году «Библиотека издательства Комментарии» выпустила книгу её стихов «Сон тверди», являющуюся расширенным вариантом нью-йоркского издания. Стихи Виктории также опубликованы в российских и зарубежных журналах и на литературных сайтах. На них написаны музыкальные произведения композиторами Марком Белодубровским («Светлые сны» для детского хора, 1998 г.) и Антоном Ровнером («Вечер ветви наклонял», мелодекламация для чтеца и фортепиано, 2003 г., «Сквозь сумрачный покой» для сопрано, флейты и скрипки, 2004 г.)